# باشگاه فوتبال فورج
باشگاه فوتبال فورج که با نام‌های فورج اف‌سی، فورج اف‌سی همیلتون یا همیلتون فورج اف‌سی نیز شناخته می‌شود، یک باشگاه فوتبال حرفه‌ای کانادایی مستقر در همیلتون، انتاریو است که در لیگ برتر کانادا، رقابت می‌کند. این باشگاه مسابقات خانگی خود را در ورزشگاه همیلتون برگزار می‌کند. فورج در سال ۲۰۱۹ به عنوان یکی از هفت تیم افتتاحیه لیگ به لیگ برتر فوتبال کانادا (سی‌پی‌ال) پیوست.
این باشگاه چهار بار قهرمان لیگ برتر کانادا شده است و در سال‌های ۲۰۱۹ و ۲۰۲۰ دو بار متوالی قهرمان لیگ شده است و سپس در سال‌های ۲۰۲۲ و ۲۰۲۳ نیز همین کار را تکرار کرد. فورج اولین تیم سی‌پی‌ال بود که با حضور در لیگ کونکاکاف ۲۰۱۹ در یک رقابت قاره‌ای شرکت کرد و اولین تیمی بود که در بالاترین سطح رقابت‌های قاره‌ای در لیگ قهرمانان کونکاکاف ۲۰۲۲ به رقابت پرداخت. فورج اولین باشگاه لیگ برتر کانادا شد که به فینال مسابقات قهرمانی کانادا راه یافت و این اتفاق نیز در سال ۲۰۲۰ رخ داد.